# Hrvatski suverenisti
Hrvatski suverenisti jest hrvatska konzervativna i desna politička stranka osnovana 2019. godine. Predsjednik stranke je Marijan Pavliček.
Dio su kluba Europskih konzervativaca i reformista.

## Povijest

### Osnivanje stranke
Stranku Hrvatski suverenisti osnovale su 10. studenoga 2019. godine stranke, udruge i građanske inicijative koje su činile koaliciju Hrvatski suverenisti: Hrvatska konzervativna stranka (HKS) i Hrast – Pokret za uspješnu Hrvatsku (HRAST), predstavnici udruga i građanskih inicijativa Istina o Istanbulskoj i Hrvatski bedem te mnogi istaknuti intelektualci i pojedinci. Hrvatska europarlamentarka Ruža Tomašić imenovana je počasnom predsjednicom stranke.

### Parlamentarni izbori 2020.
Dana 11. svibnja 2020. godine priključili su se koaliciji okupljenoj oko stranke Domovinski pokret s predsjednikom Miroslavom Škorom te najavili zajednički izlazak na parlamentarne izbore u Hrvatskoj koji su se održali 5. srpnja 2020. godine.
Na izborima je koalicija okupljena oko Domovinskog pokreta osvojila 16 mandata. Od toga su četiri zastupnika u Hrvatski sabor ušla kao članovi Hrvatskih suverenista: Hrvoje Zekanović, Ruža Tomašić, Marijan Pavliček i Željko Sačić. Ružu Tomašić kasnije je zamijenio njezin stranački kolega i pomoćnik Marko Milanović Litre.

### Raspad koalicije s Domovinskim pokretom
Dana 15. rujna 2020. godine objavljeno je kako su Hrvatski suverenisti odlučili razići se s Domovinskim pokretom. Kao razlog su naveli kaos u Domovinskom pokretu, odnosno da se Domovinski pokret „pogubio” i da oni „ne žele biti dio te priče”, te da su se „zbog toga odlučili distancirati”. Kao razlog su naveli i udaljavanje Domovinskog pokreta od desnice, potez koji je Domovinski pokret proveo kako bi sa sebe uklonio etiketu „ekstremne desnice” i približio se centru.
Hrvatski suverenisti ujedno su imali i svoj vlastiti klub zastupnika od samog početka parlamentarnog djelovanja, a ne zajednički s Domovinskim pokretom, što je ujedno bilo predviđeno ugovorom u suradnji tih dviju stranaka.

### Prijelaz novih zastupnika u Klub zastupnika i ujedinjenje stranaka
Ujedinjenje stranaka
U rujnu 2021. godine objavljeno je da će se Hrvatski suverenisti ujediniti s HKS-om, Hrastom i Generacijom obnove. Ujediniteljski sabor održao se 2. listopada 2021. godine, a na njemu su se tri prethodno navedene stranke ujedinile s Hrvatskim suverenistima.
Prijelaz novih zastupnika u Klub zastupnika
U rujnu 2021. godine također je objavljeno da Miroslav Škoro i Vesna Vučemilović (koji su prethodno napustili Domovinski pokret) ulaze u Klub zastupnika Hrvatskih suverenista, čime se članstvo toga kluba zastupnika povećalo s 4 na 6.

### Referendumska inicijativa »Zaštitimo hrvatsku kunu«
Nakon što je Andrej Plenković (HDZ), tada predsjednik Vlade Republike Hrvatske, izjavio da očekuje ulazak Hrvatske u eurozonu početkom 2023. godine, suverenisti su pokrenuli inicijativu pod nazivom »Zaštitimo hrvatsku kunu« (ZHK). Hrvoje Zekanović najavio je prikupljanje potpisa za referendum i naglasio da nijedan građanin Republike Hrvatske od dvije trećine koje su glasale za EU nije znao da su se obvezali da će u nekom roku uvesti euro odnosno ući u eurozonu. Marijan Pavliček, saborski zastupnik Hrvatskih suverenista, argumentirao je u govoru u Saboru da „o ovako bitnoj temi gdje se gubi dio suvereniteta, u ovom slučaju monetarnog suvereniteta, ne mogu odlučivati pojedinci u svojim uredima nakon dogovora sa briselskim moćnicima”. Također je naveo da o takvoj temi može isključivo odlučiti hrvatski narod putem referenduma.
Inicijativu također podržavaju Hrvatska stranka prava, Neovisni za Hrvatsku i Generacija obnove.
Dana 24. listopada 2021. godine inicijativa »Zaštitimo hrvatsku kunu« počela je prikupljati potpise za referendum. Saborski zastupnik Marko Milanović Litre izjavio je u intervjuu da je u pet dana prikupljeno 157 000 potpisa. Za referendum je inicijativa morala prikupiti 368 867 potpisa do 7. studenoga 2021. godine. Inicijativa je u konačnici propala, a Hrvatska je 1. siječnja 2023. postala članicom Eurozone.

### Izbacivanje Hrvoja Zekanovića iz stranke
Zekanović je 9. prosinca 2021. iznenadio govorom u Hrvatskom saboru u kojemu je zauzeo pozitivan stav prema cijepljenju te je „desničare”, kao i ministra zdravstva Vilija Beroša, osudio za nijekanje i umanjivanje učinkovitosti cijepljenja. Nakon govora, Zekanović je smjenjen s mjesta predsjednika saborskog kluba, a predsjedništvo stranke pokrenulo je postupak za isključenje Hrvoja Zekanovića iz stranke 17. prosinca 2021. godine. Iz stranke Hrvatskih suverenista na kraju je službeno izbačen 19. siječnja 2022. godine.

## Predsjednički kandidati
- Za predsjedničke izbore 2019. godine dali su podršku neovisnome kandidatu Miroslavu Škori.[20]

## Vanjske poveznice
- Službena stranica